# سیارک ۲۶۳۹۶
سیارک ۲۶۳۹۶ (به انگلیسی: 26396 Chengjingjie، نامگذاری:1999VQ169)۲۶۳۹۶مین سیارک کشف شده‌است که در ۱۴ نوامبر ۱۹۹۹ کشف شد.